# Euproserpinus
Genre
Euproserpinus est un genre de papillons de la famille des Sphingidae, de la sous-famille des Macroglossinae, de la tribu des Macroglossini et de la sous-tribu des Macroglossina.

## Systématique
- Le genre Euproserpinus a été décrit par les entomologistes britanniques  Augustus Radcliffe Grote et Herbert C. Robinson en 1865[1].
- L’espèce type pour le genre est Euproserpinus phaeton Grote & Robinson, 1865.

## Taxinomie
Liste des espèces
- Euproserpinus euterpe Edwards, 1888
- Euproserpinus phaeton Grote & Robinson, 1865
- Euproserpinus wiesti Sperry, 1939